# Gonçal Tintorer Latour
Gonçal Tintorer Latour (Barcelona, 16 d'abril de 1890 – Pau, França, 1969) fou compositor, pedagog musical i pianista català.

## Biografia
Fill de Gonçal Tintorer i Dumont nascut a Lió, França i de Marie Juliette Latour i Rey nascuda a París i net de Pere Tintorer i Sagarra, conegut pianista, professor i compositor. Provenia d'una família on la dedicació a la música ja tenia cabuda. El pare, Gonçal Tintorer i Dumont, fou tenor i professor de cant a l'Acadèmia Tintorer, fundada pel seu pare, i al Conservatori del Liceu, on va tenir com a alumne a Francesc Viñas i Dordal, tenor català wagnerià per excel·lència.
El fons personal de Gonçal Tintorer es conserva a la Biblioteca de Catalunya.

### Primers anys d'aprenentatge
És probable que aconseguís els primers premis de piano, composició i harmonia a la ciutat de Barcelona i que en aquesta, rebés classes de professors com Enric Granados i Felip Pedrell, personalitats molt influents que exercien una labor pedagògica molt intensa durant aquesta època a la capital catalana. El 1908 fou becat per un cercle aristocràtic de Barcelona que li permetia traslladar-se a París per acabar els seus estudis musicals al Conservatoire National de Musique et de Déclamation.

### D'aprenent a mestre
A partir d'aquesta beca que obtindrà Gonçal Tintorer, inicià un període de la seva vida allunyat de la seva ciutat natal on coneixerà personalitats del món musical i cultural molt importants. Serà alumne de Ricard Viñes, Harold Bauer i Louis Diémer i a París coneixerà artistes de gran prestigi com Frederic Mompou, Francis Poulenc, Edgar Varèse, José Iturb o Max Jacob. No iniciarà la seva carrera com a concertista, però a França va oferir alguns recitals. La Segona Guerra Mundial, però, el portarà a traslladar-se a diferents ciutats com Barcelona, Niort, Montargis i Pau. En aquestes ciutats mostrarà el seu vessant com a pedagog més que com a intèrpret i a Barcelona donarà classes al Conservatori del Liceu.

### Èxit i reconeixement
Finalment, establirà la seva residència a Pau fins al final dels seus dies on farà una gran labor docent. El 1947 fundà els Amis de la Musique de Pau. Arran d'aquesta societat, on Gonçal Tintorer hi desenvoluparà una activitat musical i cultural molt intensa, obtindrà un gran reconeixement amb l'atorgament de la Creu de la Legió d'Honor francesa l'any 1960.

## Correspondència de Gonçal Tintorer
Joaquin Achúcarro: sis cartes autògrafes. En francès i castellà.
Pau Casals: 2 cartes autògrafes i una targeta de visita.
Zino Francescatti: 1 carta autògrafa. En francès.
José Iturbi: Una postal autògrafa.
Max Jacob: 2 Cartes autògrafes. En francès.
Wilhelm Kempff: 2 postals autògrafes. En francès i castellà.
Dinu Lipatti: 3 cartes mecanoscrites.
Francis Poulenc: 4 cartes autògrafes. En francès.
Gérard Souzay: 1 carta autògrafa. En francès.
Edgar Varèse: 1 carta autògrafa. En francès.